# Labiobarbus ocellatus
Labiobarbus ocellatus är en fiskart som först beskrevs av Heckel, 1843.  Labiobarbus ocellatus ingår i släktet Labiobarbus och familjen karpfiskar. Inga underarter finns listade i Catalogue of Life.